# Gara Călan Băi
Gara Călan Băi este o stație de cale ferată care deservește orașul Călan, județul Hunedoara, România.